# سدیم لوریل سولفات
سدیم لوریل سولفات به اختصار SLS با فرمول NaC12H25SO4 یا سدیم دودسیل سولفات به اختصار SDS یا ماده نزدیک به آن سولفات لوریت سدیم یا سولفات لاریل اتر سدیم (سدیم لوریل اتر سولفات) 
Sodium
Laurylether Sulfate به اختصار SLES رایجترین سولفات‌های سطح فعال آنیونی (مواد فعال سطحی آنیونی) از پاک‌ کننده‌ های سنتزی با قدرت زیاد و به‌طور دقیق‌تر جزو مواد فعال سطحی (مواد فعال سطحی یا مواد مؤثر) می‌باشد. این ماده یک ترکیب شیمیایی امولسیون‌کننده، پُف‌دهنده، تسریع‌کننده انحلال، و کف‌کنندگی است که از آن در صنایع شویندگی، دترجنت‌ها یا مواد غذائی استفاده می‌شود و مواد فعال‌کننده سطحی آنیونی در تولید شامپو می‌باشد.
این ترکیب در اکثر مواد شوینده‌های تجاری مثل مایع ظرفشویی و پاک‌کننده‌های صنعتی (کارواش و کف شورها و بر طرف‌کننده روغن) و در بیش از ۹۰٪ مواد بهداشتی و پاک‌کننده بدن و سر ازقبیل خمیر دندان، صابون، شامپو، کرم و لوسیون چه به صورت مایع یا غیرمایع جهت زدودن چربی به عنوان ماده کف‌کننده و پاک‌کننده و امولسیون کننده مواد چسبنده بکار می‌رود و جزو مواد اولیه آرایشی و داروئی است.سدیم لوریل سولفات برای اولین بار در جنگ جهانی دوم به عنوان چربی‌گیر موتور مورد استفاده قرار گرفت، زیرا این ماده شیمیایی به اندازه‌ای ساینده و خورنده بود که سخت‌ترین روغن‌ها و دودگرفتگی ها را از بین می‌برد. سپس پس از جنگ جهانی دوم به ایالات متحده آورده شد و تا اواسط دهه ۱۹۵۰ برای همین منظور تحت عنوان محصول تجاری گانک استفاده شد. این ماده موجب شکسته شدن سد رطوبتی پوست شده و خود به راحتی در پوست نفوذ می‌نماید و به دیگر مواد شیمیایی نیز اجازه می‌دهد تا به راحتی نفوذ کنند. ضمن ترکیب باسایر مواد شیمیایی جزو مواد خطرناک و سرطانزای (با کلاس قوی) پوستی است که همچنین می‌تواند ریزش مو شود. این ماده به صورت محدود و کنترل شده در برخی از مکمل های غذایی مانند کپسول مولتی ویتامین/مینرال ساخت شرکت داروسازی ایرانی داروپخش به تازگی تولید و روانه بازار شد.
گاهی اوقات SLES یاSLS با برچسب 'برگرفته از نارگیل' یا ' مشتقات طبیعی نارگیل ارائه می‌گردد ودارا بودن کد تجاری و تصویب استاندارد ملی و باوجود درستی مسئله طبیعی بودن، باعث گمراهی می‌گردد. علت فروش این مواد در بازار، ضمن عدم آگاهی، اشتیاق افراد و مشتری‌ها به این مواد است که علاقه کاذب خاصی به میزان کف‌کنندگی دارند.

## مضرات
مهم‌ترین تأثیر سولفات لاریل سدیم و سایر مشتقات این است که باعث شکسته شدن محافظ رطوبتی پوست می‌گردد و به دیگر مواد شیمیایی اجازه می‌دهد تا به راحتی به زیرپوست نفوذ کند.
علیرغم تبلیغات طبیعی بودن اکثر صابون‌های تجاری، اکثر پوستها به این ماده شیمیائی فوق‌العاده حساسند که باعث خشکی پوست می‌شود، در بدترین حالت به خصوص در پوست حساس باعث خارش سوزناک بعد از حمام به مدت ۲۰ الی ۳۰ دقیقه می‌گردد که علت آن تخریب لایه بیرونی پوست است و آزمایش‌های لابراتواری نشان داده‌است اثر تخریب سولفات لاریل سدیم تا ۱۷ روز روی پوست باقی می‌ماند.

### تخریب پروتئین
سلول‌های بدن از پروتئین ساخته شده‌است. توسعه این سلول‌های به شدت وابسته به فرایندهای تکثیر سلولی است که به‌طور مستمر بدن بااز بین بردن سلول‌های آسیب دیده و قدیمی تر و جایگزین کردن آن‌ها با سلول‌های سالم و جدیدتر این فرایند را کنترل می‌کند و تقریباً جایگزینی هر سلول در بدن حداقل ۷ سال است.
SLS با اثرگذاری روی مولکولهای بدن و پروتئینها، از طریق تشکیل پل شیمیایی بین بخش‌های محلول در چربی و محلول در آب باعث می‌شود که نیروهای مورد نیاز آب گریز برای حفظ ساختار پروتئین و مولکول فرو بریزند و این فرایند غیرقابل برگشت است.
بانظر گرفتن اینکه پروتئین‌های موجود آسیب دیده‌اند و منجر به افزایش ترشح هورمونی جهت بهبود می‌گردند و همچنین این سلول‌های تازه نیز احتمالاً در معرض آسیب دیدگی اند لذا با درنظرگرفتن موارد فوق خسارت دوچندان است و دقیقاً این نوع فعالیت که می‌تواند به مراحل اولیه سرطان پوست منجر شود.

### سرطان
گرچه هنوز به‌طور کامل اثرات استفاده SLS در پوست و مصرف مستقیم آن در ایجاد سرطان اثبات نشده‌است ولی درگزارش منتشر شده آورده شده‌است که این ماده ماده فعال سطحی و محرک قوی برای پوست است.
فارغ از این پتانسیل ایجاد شرایط پیش سرطانی با غیرطبیعی کردن پروتئین‌ها، SLS با تقلید اثرات استروژن باعث سرطان می‌گردد. این اثر می‌تواند حتی بر سرطان سینه و سرطان تخمدان که به‌طور مستقیم به سطح استروژن مرتبط است تأثیر بگذارد منجر به رشد تومور شود.
SLS با اخلال در سطوح استروژن طبیعی و با ایجاد اثرات مشابهی در سطح سلولی به عنوان استروژن آندوژن، می‌تواند بروز سرطان تسریع کند. عامل فزونی سرطان سینه در سال‌های اخیر حتماً به مواد مصرفی مربوط است. حتی در مردان نیز دیده شده‌است.
به‌طور بالقوه SLS می‌تواند از طریق دیگری یعنی با واکنش با ترکیبات نیتروژن دار می‌تواند باعث سرطان شود.
البته نگرانی عمده این است SLS با جهش سلولی و صدمه زدن به مواد ژنتیکی موجود در هر سلول باعث ایجاد بیماری گردد.

### زخم و آفت دهانی
سولفات لاریل سدیم بیماری‌های مخاطی دهان را تشدید می‌کند. عدم استفاده از مواد SLS در خمیردندان باعث کاهش آفت می‌گردد.

### بیماری پوستی
درافراد با بیماری مزمن پوستی استفاده از SLS باعث بدتر شدن بیماری می‌شود و ثابت شده‌است قرارگیری پوست باعث تحریک پوست و خارش می‌گردد در مطالعات بالینی نشان داده‌است قرارگیری پوست به مدت طولانی و مستمر (بیش از ساعت) باعث تحریک پوست صورت بزرگسالان حتی در جوان‌ها می‌شود و به نظر می‌رسد علت سوزش پوست و چشم SLS است.